# スタロドゥプスコエ
座標: 北緯47度14分37秒 東経142度29分46秒 / 北緯47.2437度 東経142.496度
スタロドゥプスコエ（ロシア語: Стародубское, ラテン文字転写: Starodubskoe）は、ユジノサハリンスクから北に約50キロメートルのところに位置するオホーツク海沿いの村。人口は2,262人である（2013年時点）。
日本統治時代は栄浜と呼ばれていた。

## 概要
琥珀が取れる海岸があることで有名。
宮沢賢治は1923年8月4日に栄浜を訪れており、近隣に「白鳥湖」という湖があることと、『銀河鉄道の夜』の中に「白鳥の停車場」が登場することから、宮沢賢治の研究者の中にはこの場所が『銀河鉄道の夜』のモチーフとなったという説を唱えるものもいる。

## 人口
| 人口 | 人口  | 人口  | 人口  | 人口  |
| 1925 | 1935  | 2002  | 2010  | 2013  |
| ---- | ----- | ----- | ----- | ----- |
| 2353 | ↘1837 | ↗2521 | ↘2341 | ↘2262 |